# Collada del Feixanet

La Collada del Feixanet, respecte del terme d'Abella de la Conca

La Collada del Feixanet és una collada a cavall dels termes municipals d'Abella de la Conca i d'Isona i Conca Dellà (antic terme d'Orcau), a la comarca del Pallars Jussà.
Està situada a 1.112,5 metres d'altitud, a l'extrem mericional de la Serra de Montagut, a l'extrem oriental de l'antic terme d'Orcau, a prop del límit amb Abella de la Conca i amb Conca de Dalt. Al sud-sud-oest del Montagut, al sud de les Collades de Baix, i a l'esquerra de la llau de les Collades.
Respecte del terme d'Abella de la Conca, pertany a la partida de les Collades, i està situada en el sector nord-oest del terme, al sud-oest del Pas la Vena, a ponent del Planell del Congost i d'Ordins, al nord-est del Pas de la Llebre i al nord-oest de les Pedrusques.

## Etimologia
La collada pren el nom del petit feixà (feixanet) que l'emmarcatant per l'est com pel sud. És, per tant, un topònim romànic modern, de caràcter descriptiu.